# Chrysopodes (Chrysopodes) inornatus
Chrysopodes (Chrysopodes) inornatus is een insect uit de familie van de gaasvliegen (Chrysopidae), die tot de orde netvleugeligen (Neuroptera) behoort. 
Chrysopodes (Chrysopodes) inornatus is voor het eerst wetenschappelijk beschreven door Banks in 1910.